# Malac

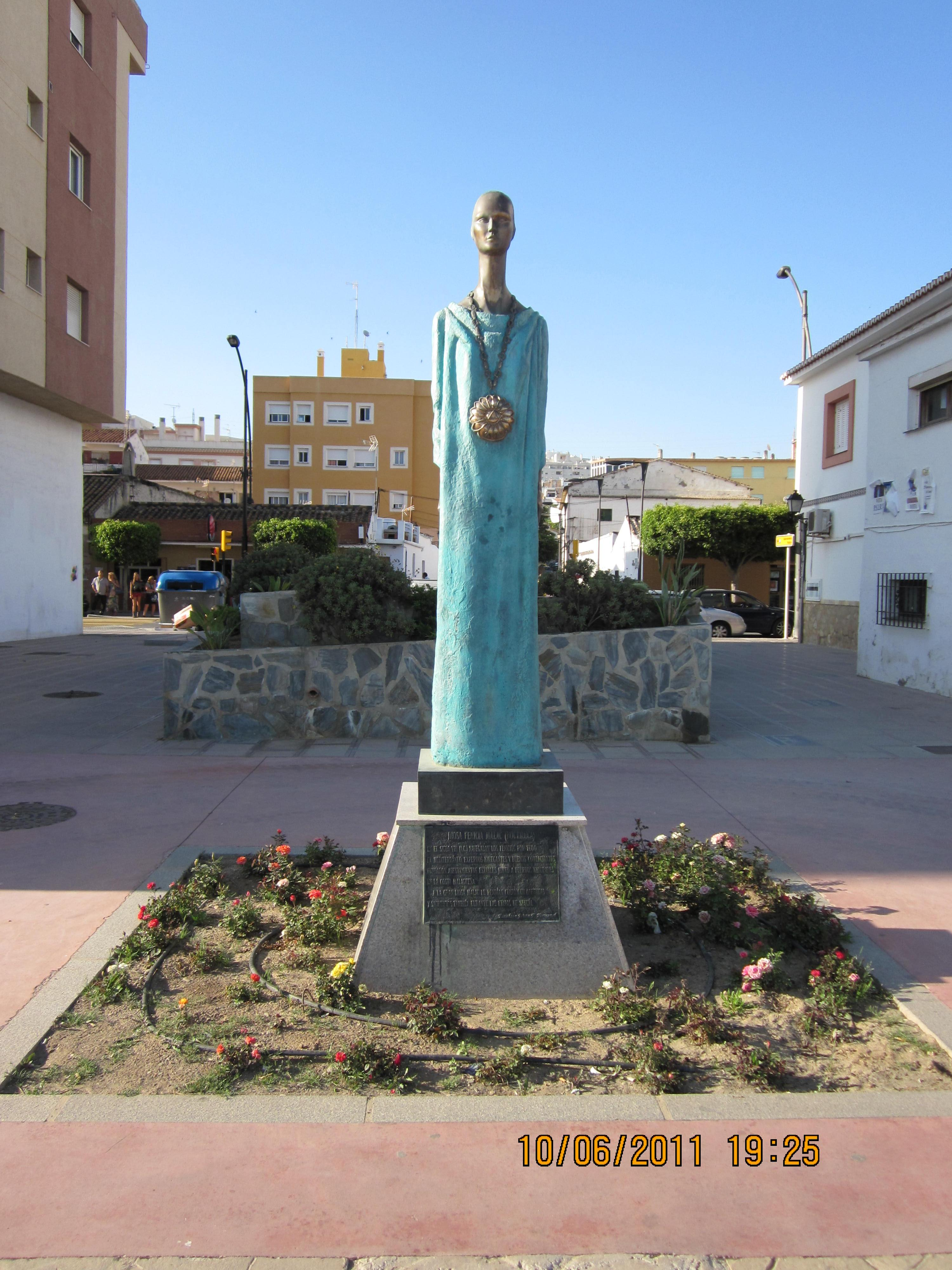
Estatua de Noctiluca en el Rincón de la Victoria (Málaga)

Malac (también conocida como Noctiluca) es el nombre dado por los fenicios a una de sus diosas. Su teónimo (Malaka) podría ser el origen del topónimo Málaga.
A Malac se le rendía culto con ofrendas y sacrificios, aun habiendo sequía. 

## Historia
Festo Avieno, poeta latino del siglo IV, sitúa frente a lo que hoy en día es La Cala del Moral, en Málaga, una isla con templo dedicado a Malac: 
“Allí, frente a la ciudad, hay una isla de dominio de los tartessos, consagrada desde antiguo a Noctiluca…”
Actualmente, la isla está conectada con tierra firme, debido al cono de arrastres del río Totalán, que ha cegado la ensenada que en tiempo romano recibía el nombre de “Sinus Calacticus”, un brazo de mar encerrado entre los dos cantales del pueblo de La Cala del Moral. La isla de Noctiluca ocupaba el centro de esa ensenada. Allí puede encontrarse una de las escasas cuevas submarinas emergidas que se conocen en el mundo, la Cueva del Tesoro (en el Rincón de la Victoria,en esta población hay un monumento a la diosa en el paseo marítimo), entorno que podría haber sido el lugar de culto referido.
Algunas monedas que se conservan de la antigua Malaka muestran un culto femenino. También hay monedas que representan al Cabiro, con sus atributos; las tenazas metalúrgicas y el gorro puntiagudo.
Se cree que la diosa era llevada en procesión y sumergida en las aguas del mar para que proporcionara buena pesca a los pescadores, lo cual sería un claro sincretismo con algunas tradiciones actuales, concretamente, relacionadas con la Virgen del Carmen.

## Mitología
Malaka, cuyo nombre quiere decir “Reina” era, según la mitología fenicia, la esposa de Eshmun (cuyo nombre significa “Imagen de Fuego”), dios asociado al fuego y a la metalurgia. Eshmun era el Cabiro que muere y resucita para unirse a Malaka, Reina del Cielo. 
Noctiluca es una divinidad asociada a la noche y a la luna.